# Ламеллярные гранулы
Ламеллярные гранулы, или пластинчатые гранулы, или кератиносомы, или гранулы Одланда — клеточные секреторные липид-содержащие органеллы, находящиеся в пневмоцитах (альвеолоцитах) II типа и в кератиноцитах.
В пневмоцитах (альвеолоцитах) II типа (наиболее многочисленных клетках, выстилающих поверхность альвеол в лёгких) ламеллярные гранулы содержат дипальмитоилфосфатидилхолин и другие фосфатидилхолины, который после секреции служит сурфактантом лёгких.
Гранулы, находящиеся в кератиноцитах, основных клетках эпидермиса, — кератиносомы, или гранулы Одланда, — содержат многочисленные пластины, содержащие такие липиды как церамид и др. Гранулы высвобождаются в межклеточное пространство и формируют гидрофобный водонепроницаемый слой кожи, определяя её водоустойчивость.

## См.также
- Тельца Вайбеля — Паладе